# Parahalosydna sibogae
Parahalosydna sibogae är en ringmaskart som beskrevs av Horst 1915. Parahalosydna sibogae ingår i släktet Parahalosydna och familjen Polynoidae. Inga underarter finns listade i Catalogue of Life.